# Panmure Shipyard

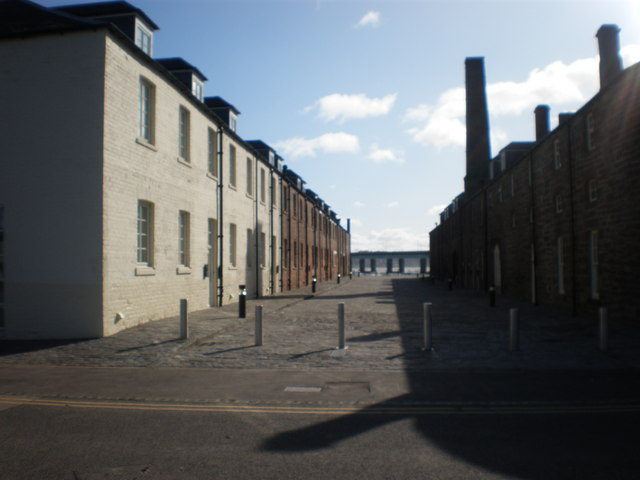
Gebäude des ehemaligen Panmure Shipyards entlang der Chandlers Lane

Der Panmure Shipyard ist eine ehemalige Werft in der schottischen Stadt Dundee in der gleichnamigen Council Area. 1989 wurden die ehemaligen Werkstätten in die schottischen Denkmallisten in der höchsten Denkmalkategorie A aufgenommen. Ein weiterer erhaltener Komplex ist hingegen als Kategorie-B-Bauwerk klassifiziert. Die Gebäude wurden zwischenzeitlich zu Wohnungen umgenutzt.

## Geschichte
Die Werft wurde 1837 von David Calman gegründet. Die Gebäude entwarf der schottische Ingenieur James Leslie, der zuvor mit der Errichtung von Hafenanlagen in London und Leith (heute Teil von Edinburgh) Erfahrungen gesammelt hatte. Im Jahre 1844 übernahmen Alexander Stephen and Sons die Werft und hielten sie bis 1894. In dieser Zeit wurden dort 168 Schiffe aus Holz oder Stahl gefertigt. Nach dem Tod William Stephens kaufte die Dundee Shipbuilders Company den Panmure Shipyard auf. 1901 wurde dort das Expeditionsschiff Discovery gebaut. Um 1940 wurde der Standort aufgelassen.

## Beschreibung
Die ehemalige Werft erstreckt sich zwischen dem Nordufer des Firth of Tay und dem Victoria Dock nahe der Tay Railway Bridge. Der Komplex wurden um 1850, um 1870 sowie 1882 erweitert. Die ostexponierte Hauptfassade der Werkstätten entlang der Chandlers Lane ist 15 Achsen weit. Die nördlichsten sechs Achsen wurden um 1850 hinzugefügt. An zwei Orten der dreistöckigen Gebäudezeile sind segmentbogige Tore eingelassen. Drei weitere, verhältnismäßig weite Tore finden sich an der Westfassade. Des Weiteren sind breite längliche Öffnungen in das Mauerwerk eingelassen, durch die Trosse entlang der Slipanlage geführt wurden.